# تپه سرگاه ۳ (کوشکک)
تپه سرگاه ۳ (کوشکک) مربوط به دوران‌های تاریخی پس از اسلام است و در شهرستان مهر، بخش گله‌دار، روستای سرگاه واقع شده و این اثر در تاریخ ۱۱ شهریور ۱۳۸۲ با شمارهٔ ثبت ۹۸۱۴ به‌عنوان یکی از آثار ملی ایران به ثبت رسیده‌است.